# Mercedes-Benz Citaro
Mercedes-Benz Citaro este un model de autobuz, rigid sau articulat, fabricat de Mercedes-Benz. Introdus în 1997, Citaro este disponibil într-o gamă de configurații și este utilizat pe scară largă în toată Europa și în părți din Asia, cu peste 55.000 de autobuze produse până în decembrie 2019.